# Martine Latorre
 (novembre 2021).
Pour les articles homonymes, voir Latorre.
Martine Latorre, née Chemener en 1949, est une chanteuse et choriste française, connue pour avoir été choriste de Claude François au sein des « Fléchettes », et de Dorothée.
Elle est la mère du comédien Vincent Latorre.

## «Les Fléchettes» et Claude François
La carrière de Martine Latorre débute en 1968 quand elle est recrutée avec ses cousines Francine Chantereau, Catherine Bonnevay et Dominique Poulain, pour servir, sur scène et en studio, de choristes à Claude François sous le nom « Les Fléchettes », inspiré de celui de la maison de disques du chanteur, « Flèche ». Elles seront rejointes par la suite, pour la danse, par les célèbres « Claudettes ». 
De 1969 à 1973, Les Fléchettes publieront, plusieurs disques 45T produits par la maison de disques Flèche, notamment Une fille est toujours belle (1969), Les Heures (1969) et Tout l'amour du monde (1970).
À la fin de leur collaboration en 1977, elles se dispersent pour se mettre au service de différents chanteurs (Sylvie Vartan, Jean-Jacques Goldman, Nana Mouskouri, Mireille Mathieu, C. Jérôme, Joe Dassin, etc.).
En 1986, Martine Latorre et Francine Chantereau assurent les chœurs de la chanson les Restos du Cœur, écrite par Jean-Jacques Goldman, le tout premier hymne de l'association lancée par Coluche.

## «Chance» et «Cocktail Chic»
Dans le milieu des années 1970, elles forment, avec les frères Georges et Michel Costa, le groupe « Chance », qui sortira un album éponyme.
En 1986, le groupe se reforme sous le pseudonyme de « Cocktail Chic » et interprète, au Concours Eurovision de la chanson 1986, pour le compte de la France, la chanson Européennes, écrite et composée par les frères Costa. Elle se classera 17e (sur 20).

## La collaboration avec Dorothée
Dès 1981, Martine Latorre ainsi que Francine Chantereau se mettent au service de l'animatrice et chanteuse Dorothée. Le véritable tournant dans la carrière de Martine Latorre a lieu dans les années 1990 avec l'apparition du Club Dorothée sur TF1. En effet, Jean-Luc Azoulay, producteur du Club Dorothée, lui propose d'enregistrer plusieurs génériques de dessins animés diffusés dans l'émission. 
En outre, dès 1992, elle est présente tous les mercredis après-midi à l'antenne sur le plateau du Club Dorothée, aux côtés de Francine Chantereau, pour accompagner l’animatrice et chanter les intermèdes musicaux de l'émission. Systématiquement présentées par Dorothée à chaque début d'émission, « Martine et Francine » font très vite partie intégrante de l'émission et deviennent connues des téléspectateurs et du grand public. Elles sont même un temps animatrices de l'émission aux côtés de Dorothée, en remplacement d'Ariane Carletti lorsque celle-ci part en congé de maternité. Enfin, elles accompagnent Dorothée dans toutes ses nombreuses tournées et ses galas, notamment sur la scène de Bercy. 
C'est aussi l'époque où le jeune fils de Martine Latorre, Vincent, alors âgé de 13 ans, est lancé en tant que comédien en 1993 dans l'une des nombreuses sitcoms d'AB Production : Les Filles d'à côté.

## L'après-Club Dorothée
Après l'arrêt du Club Dorothée en 1997, Martine Latorre collabore avec divers chanteurs ou chanteuses, notamment Mireille Mathieu. Elle participe également aux chœurs des versions françaises de nombreux dessins animés musicaux de Disney, comme Pocahontas ou Le Bossu de Notre-Dame.
En 2010, avec Francine Chantereau, elle assure les chœurs de l'album signant le retour musical de Dorothée, Dorothée 2010.

## Vie privée
Martine Latorre est veuve de Dino Latorre, rencontré chez Claude François à l'époque des Fléchettes. Dino Latorre a été batteur pour de nombreux artistes et groupes (Claude François, Michel Sardou, Sylvie Vartan, La Chifonnie, Line Renaud, Julien Clerc, Karen Cheryl, Alan Stivell, Vladimir Cosma, France Gall, etc.).
Ils ont eu ensemble deux enfants : Vincent Latorre (qui est comédien) et Julia Latorre.

## Discographie
- Avec « Les Fléchettes » : Une fille est toujours belle / Les Gens, 1969, Flèche.
- Avec « Les Fléchettes » : Les Heures  / Je vends du rêve, 1969, Flèche.
- Avec « Les Fléchettes » : Tout l'amour du monde / La peur, 1970,  Flèche / Barclay.
- Avec « Chance » : Chance, 1976, Atlantic.
- Avec « Cocktail Chic » : Européennes, 1986, Vogue.
- Le petit chef, 1991, AB Disques.
- Papa longues jambes, 1992, AB Disques.
- Sally la petite sorcière, 1992, AB Disques.